# Yashio
Yashio (japanisch 八潮市, -shi) ist eine Stadt in der Präfektur Saitama auf Honshū, der Hauptinsel von Japan.

## Geografie

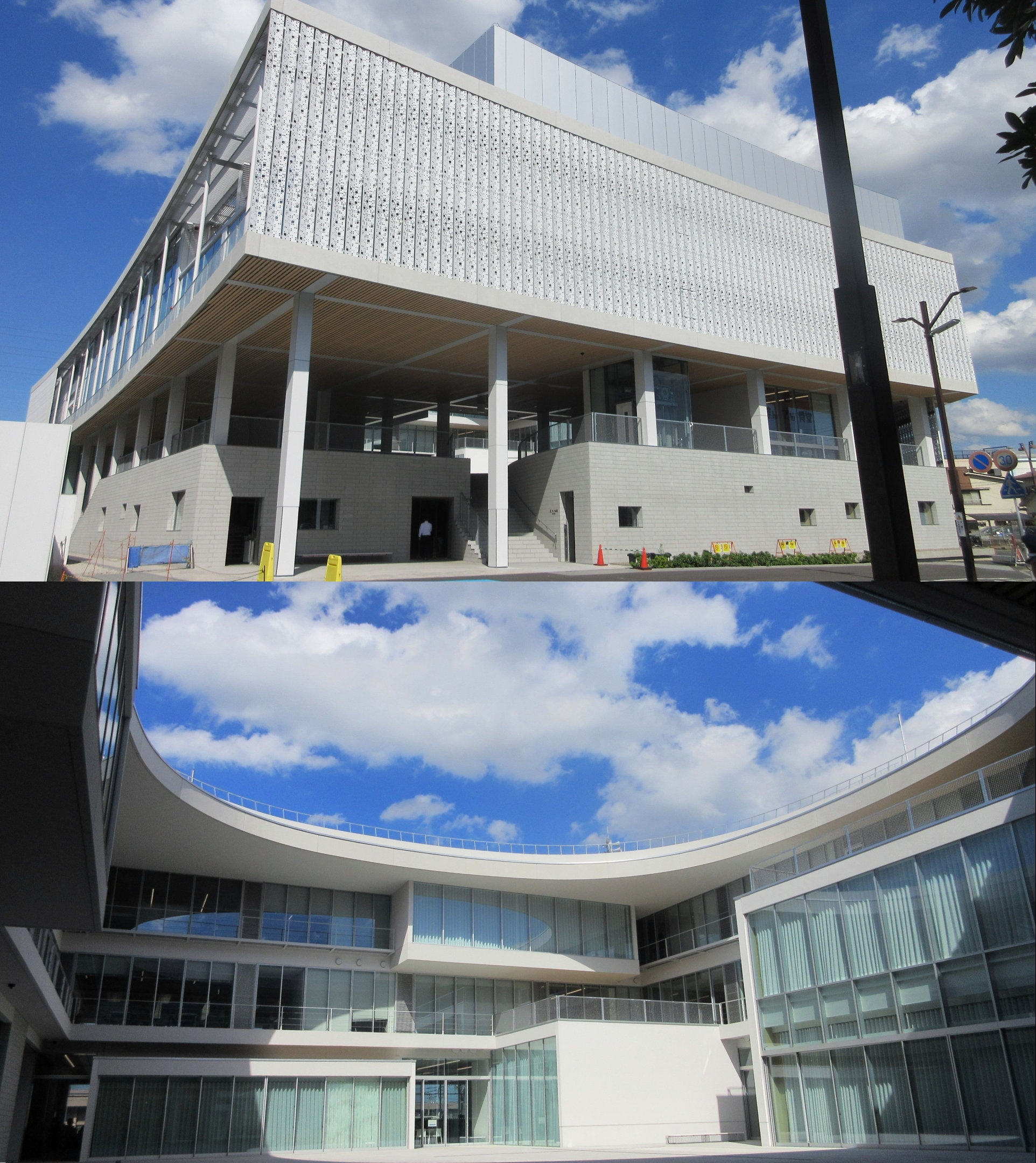
Rathaus von Yashio wurde 2024 eröffnet

Yashio liegt westlich von Misato, östlich von Sōka und nördlich von Tokio.

## Wirtschaft
Yashio war eine landwirtschaftlich geprägter Ort. Heute gibt es Textilindustrie, Maschinenbau und Metallverarbeitung. Der Ort entwickelt sich zur Pendler-Wohnstadt von Tokio.
Yashio erhielt am 15. Januar 1972 das Stadtrecht.

## Verkehr
- Zug:
  - Tsukuba-Express (TX) nach Akihabara oder Tsukuba
- Straße:
  - Nationalstraße 4, nach Tokio oder Aomori
  - Nationalstraße 298

## Söhne und Töchter der Stadt
- Saori Kimura (* 1986), Volleyballspielerin

## Angrenzende Städte und Gemeinden
- Misato
- Sōka
- Tokio: Stadtbezirk Adachi, Katsushika